# Усове
У́сове — село в Україні, у Словечанській сільській громаді Коростенського району Житомирської області. Населення становить 157 осіб.

## Історія
На початку хх ст. італійський підприємець Педротті викупив у листвинської поміщиці Лідії Раух дубові гаї її західних земель. Він взявся споруджувати вузькоколійну залізницю від станції Білокоровичі до центру своїх нових володінь (ус - відведена гілка залізниці, звідки й назва села).
У 1906 році Усов, хутір Словечанської волості Овруцького повіту Волинської губернії. Відстань від повітового міста 50 верст, від волості 20. Дворів 2, мешканців 17.
Початок 1930-х був знаменним для Усового, бо село, а практично - містечко стає центром оборонної лінії ім. Сталіна (Коростенський УР), що оберігала 150 км радянсько-польського кордону до 1939 р. військове містечко розрослось, бо в ньому розташовувався загін (полк) прикордонників. В Усовому проживало понад 1200 чоловік населення, було 240 житлових будинків, семирічна двоповерхова школа, шість магазинів, три громадські їдальні, сільське споживче товариство, діяли залізнична станція, клуб, бібліотека з фондом 1500 книг та лікарня. А ще тут розміщувалися Усівський ліспромгосп, Усівський лісгоспзах, колгосп ім. Калініна, ряд підприємств із переробки деревини.